# Международная федерация самбо
Международная федерация самбо (FIAS — фр. Fédération Internationale Amateur de Sambo, Международная любительская федерация самбо) — неправительственная некоммерческая организация, объединяющая национальные федерации самбо. Является полноправным членом таких международных организаций, как «СпортАккорд», ТАФИСА (Международная ассоциация спорта для всех) и ВАДА (Всемирное антидопинговое агентство). Штаб-квартира организации располагается в Лозанне (Швейцария).

## История
Федерация основана Фернандо Компте в 1984 году. Компте стал первым президентом Федерации. В 2011 году из названия было исключено слово «любительская», но аббревиатуру было решено сохранить неизменной.
В большинстве стран, развивающих самбо, действуют национальные федерации, входящие в состав FIAS. Регулярно под эгидой FIAS проводится более 30 крупных международных соревнований по самбо, наиболее важные из которых — чемпионат мира, чемпионат мира среди юниоров и молодёжи. Самбо было включено в официальную программу Всемирных игр боевых искусств «СпортАккорд» и летней Универсиады 2013 года наравне с олимпийскими видами спорта. 
30 ноября 2018 года, в ходе заседания исполкома Международного олимпийского комитета, прошедшего в Токио (Япония), Международная федерация самбо (ФИАС) получила временное признание в соответствии с пунктом 25 Олимпийской хартии. 
20 июля 2021 года Международная федерация самбо получила постоянное признание Международного олимпийского комитета (МОК). Данное решение было принято на сессии МОК, прошедшей в Токио (Япония) накануне старта летних Олимпийских игр 2020 года.

## Руководящий аппарат
- Президент — Василий Шестаков;
- Генеральный секретарь — Р. Феррарис;
- Первый Вице-президент — А. С. Клямко;
  - Почётные президенты FIAS:
    - Фернандо Компте;
    - Томоюки Харимая;
    - Владимир Путин;
    - Михаил Тихомиров;
    - Давид Рудман.